# Ybbs an der Donau
Ybbs an der Donau (Ybbs sur le Danube) est une commune autrichienne du district de Melk en Basse-Autriche.

## Histoire
Plusieurs trouvailles prouvent que le site est occupé depuis au moins le IXe siècle av. J.-C. par des populations celtes, mais le lieu est mentionné pour la première fois en 837 : un regroupement de maisons autour d'un château, qui fut considéré comme ville qu'à partir du début du XIVe siècle, le flux important de passagers et de marchandises sur le Danube stimulant son peuplement et son économie.
Ainsi, Ybbs vit passer nombre de croisés en partance pour la Terre sainte.
La ville fut aussi un débouché sur le fleuve pour le fer de l'Erzberg et le sel de la région de Gmunden.
En 1858 elle est reliée au réseau des chemins de fer autrichiens, qui lui fit perdre son importance comme port fluvial.
Elle est aujourd'hui une étape sur la piste cyclable internationale le long du Danube, qui fait 1 200 km, de Donaueschingen en Allemagne, à Budapest en Hongrie.